# A Gente Mora no Agora
A Gente Mora no Agora é o terceiro álbum de estúdio do cantor e compositor brasileiro Paulo Miklos e o primeiro após sua saída da banda Titãs. Foi financiado pelo projeto Natura Music e lançado em 11 de agosto de 2017 por meio do selo Deckdisc.
A Gente Mora no Agora vem após uma série de acontecimentos marcantes na vida do cantor (a morte de seus pais e de sua esposa, além da própria saída dos Titãs) e tem elementos de autobiografia, como os dois discos anteriores de Paulo. Todas as faixas são frutos de parcerias com nomes notórios da música brasileira, tanto da geração atual quanto da velha guarda (Lurdez da Luz, Céu, Nando Reis, Erasmo Carlos, entre outros).
O disco recebeu críticas positivas e seu lançamento foi sucedido por uma breve turnê nacional de 15 dias.

## Antecedentes e divulgação
Entre 2012 e 2014, Paulo perdeu sua esposa e seus pais, mortes que influenciariam o disco, especificamente a faixa "Vou Te Encontrar" (ver seção "Informação das faixas" abaixo). Sua nova companheira, Renata Galvão, foi outra fonte de inspiração para o disco, que fala "do amor e da vida".
No dia 11 de julho de 2016, anunciou sua saída dos Titãs, com a intenção de se dedicar a projetos individuais. Na época, já começou a trabalhar no disco. Em junho de 2017, informou que o trabalho teria a produção de Pupillo (baterista do Nação Zumbi), direção musical do jornalista e pesquisador Marcus Preto e diversas parcerias, incluindo Emicida, Dadi Carvalho, Erasmo Carlos em "País Elétrico", Guilherme Arantes em "Estou Pronto" e Russo Passapusso (BaianaSystem) em "Vigia". Seus ex-companheiros de Titãs Arnaldo Antunes e Nando Reis também foram convidados, mas suas participações ainda não estavam confirmadas na época.
Em julho de 2017, foi revelado o título do álbum e que um show de lançamento ocorreria no dia 17 em São Paulo. O disco foi financiado pela empresa de cosméticos Natura com apoio da Lei Rouanet, por meio de um edital público voltado para projetos musicais. Renata foi quem providenciou a participação no edital.
A breve turnê de divulgação do álbum começou no dia 17 de agosto em São Paulo e terminou no dia 1 de setembro em Salvador, Bahia. Além do repertório do disco, ela teve também a execução de canções suas lançadas com os Titãs e covers de Adoniran Barbosa, Chet Baker e Noel Rosa, músicos que ele já interpretou como ator.
Em 19 de setembro, o álbum foi lançado em vinil.

## Produção, gravação e conceito
Apesar de já ter lançado outros dois discos, Paulo considera A Gente Mora no Agora como o primeiro de sua carreira, devido ao fato de ser o primeiro em carreira totalmente solo - os outros dois, ele considera como trabalhos paralelos aos Titãs. Como os outros, trata-se de um trabalho com ares de autobiografia, com canções que falam do que o cantor vivia na época da concepção do disco, mas com um clima positivo, "a começar pela capa, eu digo que é um disco solar, pra cima, tem um astral pra cima, porque trata da superação já num momento tenro, diante de um momento de reconstrução da vida e de viver uma felicidade. É, com certeza, a tônica do disco." Para ele, o disco não seria possível na forma como ficou se ele não tivesse deixado os Titãs para se dedicar inteiramente ao projeto.
Em entrevistas, ele disse que quis evidenciar sua formação musical brasileira no álbum, além de buscar fazer diversas parcerias sem comprometer a homogeneidade do trabalho. Comentando a respeito, ele afirmou: "A música brasileira vai de Emicida, Lurdez da Luz até Erasmo Carlos. É muito rica e muito atual. A gente tem a coisa mais interessante da eletrônica e das misturas. Eu tô explorando tudo isso neste disco. Então eu acredito que tô falando uma linguagem que é meio que universal. E o fato de ser intérprete é meio que uma ponte pra poder tocar e dialogar com gerações diferentes. Eu acredito nisso". Perguntado se o álbum faz com que ele se distancie do rock, Paulo respondeu:
Não, de maneira nenhuma. O rock é minha escola, é a minha pegada. Interpretando qualquer música, eu trago comigo essa pegada, e acho que aí é interessante, como intérprete, alargar minhas possibilidade, sempre gostei de pensar desta forma. Eu, dentro de um grupo, sempre cantei as músicas melódicas e também as gritadas. Como intérprete, gosto de experimentar de tudo.
Em outra entrevista, ele afirmou: "Se por um lado a gente não tem aquela pegada rock n roll, que o som é muito importante, por outro lado o que fica muito evidente são as canções. Melodia, letra vem tudo muito pra frente. É um desejo meu de experimentar e ter uma sonoridade que traz uma novidade."
O processo de criação das canções do álbum levou dois meses. Boa parte delas foi preparada por meio de e-mails e mensagens em aplicativos de bate-papo. As canções foram preparadas com base no violão e desenvolvidas a partir daí. Para Paulo, "isso é algo que você precisa fazer deliberadamente. Você tem que chamar as pessoas, saber o que você quer e propor. Agora o que vai acontecer de todos esses encontros é mistério". O músico considerou ainda que o processo acabou sendo uma mistura entre "uma busca consciente para chegar a um lugar" e "necessidade de deixar as coisas em aberto para que as ideias acontecessem, para colher os frutos e lidar com o que pudesse acontecer durante o período". O disco como um todo levou seis meses para ser feito.

### Título
O título do álbum é extraído da letra da faixa de abertura, "A Lei desse Troço". Segundo Paulo, "Esse é um nome que me parece um chamado interessante, tirado de um verso do Emicida, que é muito certeiro. É uma ideia de não viver na ansiedade pelo futuro nem na nostalgia do passado. Mesmo com uma carreira tão longeva, estou escrevendo uma nova página, em branco, com total liberdade."

## Informações das faixas
Dez das 13 faixas do disco foram criadas em parceria com outros músicos; as três restantes foram criadas exclusivamente pelos convidados. Paulo escolheu músicos que admirava, tanto os mais experientes que sempre o inspiraram quanto os das gerações mais novas que têm chamado sua atenção, além de nomes que surgiram e se consolidaram contemporaneamente a ele.
O single "A Lei Desse Troço" foi escrito em parceria com o rapper Emicida, primeiro no papel, e por fim no celular, em trocas de mensagens. Tem ainda arranjos de Letieres Leite. Paulo vê a faixa como um perfil dele escrito pelo rapper.
A parceria com Russo Passapusso rendeu a faixa "Vigia", mas os dois só se encontraram três meses depois da criação da canção. Paulo enviou a letra de "Todo Grande Amor" a Silva e o permitiu que mexesse à vontade no arranjo. Depois que a faixa foi desenvolvida e enviada de volta na forma de uma bossa nova, Pupillo deu um toque a mais para que ela ficasse mais alegre.
"Risco Azul", uma das parcerias com Céu, foi definida como "um bolero, quase um tango" com arranjo de cordas. "Princípio Ativo" é a outra parceria com ela, que escreveu a faixa após Paulo pedir algo sobre o universo feminino a partir de sua perspectiva.
"Vou te Encontrar" foi divulgada em 28 de julho e foi escrita por Nando Reis, outro ex-membro dos Titãs, inspirado pelas mortes dos pais de Paulo e também de sua esposa Rachel, que sucumbiu a um câncer em 2013. Sobre o processo de criação dela, Paulo disse:
Enviei a ele uma letra e depois cobrei: 'Pô, você viu?' Ele disse que viu, mas não estava rendendo. Depois, passou um tempo e [o Nando] me ligou, dizendo: 'Olha, foi de estalo, acordei com uma música inteira na cabeça. Fiz para você, sobre você'. Nada a ver com a [letra] que eu mandei. (...) É muito interessante, porque é na minha voz, mas ao mesmo tempo escrita por ele. 'Vou te encontrar', fala. É essa coisa de estar em você a memória das pessoas que você perdeu, de estar na natureza. Tem uma coisa muito bonita e sensível de como encarar isso afetivamente. Quando eu ouvi a música, fiquei emocionado. Ele conhece a minha história. As pessoas que eu perdi são queridas para ele também.
A faixa "País Elétrico" foi criada em parceria com Erasmo Carlos e inspirada em sua canção "Pega na Mentira". Ela brinca com o fato do Brasil ser o país com maior incidência de descargas elétricas no mundo e com a expressão "se eu estiver mentindo, que caia um raio na minha cabeça" para sugerir que o Brasil é o país onde mais se mente no mundo.
Sobre a faixa "Não Posso Mais", composta por Mallu Magalhães, Paulo disse "É um retrato da maneira masculina de pensar, o lado do homem de uma relação. Na voz dela, tinha uma ironia". "Afeto Manifesto", parceria com a rapper Lurdez da Luz, conta uma história de amor em tempos de forte politização.
"Eu Vou" é outra canção inspirada por Rachel. Foi escrita exclusivamente por Tim Bernardes, da banda O Terno, que também contribuiu em "Samba Bomba".

## Recepção da crítica
| Críticas profissionais | Críticas profissionais |
| Avaliações da crítica  | Avaliações da crítica  |
| Fonte                  | Avaliação              |
| ---------------------- | ---------------------- |
| Omelete                | [ 5 ]                  |
| Mauro Ferreira         | [ 35 ]                 |

Escrevendo para o site Omelete, Felipe Cotta disse que o álbum é "delicioso de se ouvir" e que ele evidencia as influências brasileiras de Paulo ao mesmo tempo em que mantém sua essência, incluindo elementos dos Titãs. Ele disse ainda que "desde os tempos de Cabeça Dinossauro (1986) ele sabe se mostrar um multifacetado mensageiro, agora traz isso também nas parcerias" e concluiu sua análise dizendo que o álbum é "otimista, cheio de espelhos de sua própria história, ainda que totalmente bem decorados com elementos do momento presente".
Para Mauro Ferreira, do G1, "é redutora a tendência de caracterizar o (...) álbum como disco em que o cantor (...) dá 'mergulho na música brasileira'. (...) A gente mora no agora é álbum solo pop que renova e expande a assinatura do cancioneiro autoral de Miklos." Mais tarde, ele consideraria este e Caipira, de Mônica Salmaso como os melhores discos de agosto de 2017.
Foi eleito o 17º melhor disco brasileiro de 2017 pela revista Rolling Stone Brasil.

## Faixas
| N.º            | Título                 | Compositor(es)           | Duração |  |
| 1.             | "A Lei Desse Troço"    | Paulo Miklos, Emicida    | 3:07    |  |
| 2.             | "Vigia"                | Paulo, Russo Passapusso  | 2:28    |  |
| 3.             | "Risco Azul"           | Paulo, Pupillo, Céu      | 3:50    |  |
| 4.             | "Vou te Encontrar"     | Nando Reis               | 4:34    |  |
| 5.             | "Todo Grande Amor"     | Paulo, Silva             | 3:12    |  |
| 6.             | "País Elétrico"        | Paulo, Erasmo Carlos     | 3:15    |  |
| 7.             | "Estou Pronto"         | Paulo, Guilherme Arantes | 3:16    |  |
| 8.             | "Não Posso Mais"       | Mallu Magalhães          | 2:37    |  |
| 9.             | "Princípio Ativo"      | Paulo, Céu               | 3:27    |  |
| 10.            | "Afeto Manifesto"      | Paulo, Lurdez da Luz     | 3:23    |  |
| 11.            | "Samba Bomba"          | Paulo, Tim Bernardes     | 2:08    |  |
| 12.            | "Deixar de Ser Alguém" | Paulo, Arnaldo Antunes   | 2:41    |  |
| 13.            | "Eu Vou"               | Tim                      | 3:03    |  |
| Duração total: | Duração total:         | Duração total:           | 41:01   |  |

## Músicos
Créditos segundo múltiplas fontes:
| - Paulo Miklos - vocais e violão - Everson Pessoa - violão - Dadi - baixo - Maurício Fleury - piano, teclados - Pupillo - bateria Participações - Russo Passapusso - vocais em "Vigia" - Céu - vocais em "Princípio Ativo" - Guilherme Arantes - piano em "Estou Pronto" - Apollo Nove - vários instrumentos, incluindo sintetizadores Oberheim - Letieres Leite & Orkestra Rumpilezz (André Becker, Gilmar Chaves, João Teoria, Léo Rocha, Rudney Machado, Vinícius Freitas) - sopros em "A Lei Desse Troço" - Mauricio Bade - percussão Um ano antes do lançamento do disco, a banda então prevista para participar dele era totalmente diferente e totalmente feminina: Mônica Agena na guitarra, Ana Karina Sebastião no baixo, Luna França nos teclados e Nana Rizinni na bateria. | Pessoal técnico - Marcus Preto - direção artística - Pupillo e Apollo Nove - produção - Renata Galvão - produção executiva - Mario Caldato Jr. - mixagem - Letieres Leite - arranjo de sopros em "A Lei Desse Troço" - Miguel Atwood-Ferguson - arranjo de cordas em "Todo Grande Amor" - Maestro Duda - arranjos - Jorge Bispo - concepção visual Banda da turnê - Paulo Miklos - vocal - Michele Cordeiro - guitarra e violão - Renato Neto - teclado e direção musical - Otavio Carvalho - baixo - Michele Abul - bateria |